# Municipio Aldama (Chiapas)
Koordinaten: 16° 55′ 0″ N, 92° 41′ 0″ W
Aldama ist ein Municipio im Zentrum des mexikanischen Bundesstaats Chiapas. Das Municipio liegt in der Sierra Madre de Chiapas. Es hat 5000 Einwohner, ist 26,9 km² groß und hat seinen Verwaltungssitz im gleichnamigen Aldama.

## Geographie
Das Municipio Aldama liegt im Zentrum des mexikanischen Bundesstaats Chiapas in der Region Altos auf Höhen zwischen 700 m und 2300 m. Es liegt zur Gänze in der physiographischen Provinz der Sierra Madre de Chiapas sowie gänzlich in der hydrologischen Region Grijalva-Usumacinta. Die Geologie des Municipios wird zu 56 % von Sandstein-Lutit bestimmt bei 44 % Schluffstein-Sandstein; vorherrschende Bodentypen sind Phaeozem (58 %) und Luvisol (42 %). Etwa 52 % der Gemeindefläche dienen dem Ackerbau, etwa 47 % sind bewaldet.
Das Municipio Aldama grenzt an die Municipios Chenalhó, Chamula, Larráinzar und Santiago el Pinar.

## Bevölkerung
Beim Zensus 2010 wurden im Municipio 5072 Menschen in 861 Wohneinheiten gezählt. Davon wurden 4157 Personen als Sprecher einer indigenen Sprache registriert, davon 3778 Sprecher der Tzotzil-Sprache. Knapp 28 Prozent der Bevölkerung waren Analphabeten. 1071 Einwohner wurden als Erwerbspersonen registriert, wovon ca. 90 % Männer bzw. 0,1 % arbeitslos waren. Etwa 79 % der Bevölkerung lebten in extremer Armut.

## Orte
Das Municipio Aldama umfasst 21 bewohnte localidades, von denen nur der Hauptort vom INEGI als urban klassifiziert ist. Nur der Hauptort wies beim Zensus 2010 eine Einwohnerzahl von über 500 auf, sieben Orte hatten weniger als 100 Einwohner. Die größten Orte sind:
| Ort                 | Einwohner |
| Aldama              | 1273      |
| Xuxchén             | 0469      |
| San Pedro Cotzilnam | 0435      |
| Revolución Fiu      | 0406      |
| Yetón               | 0319      |